# Cabo de guerra

Pictograma.

Cabo de guerra(pt-BR) ou jogos da corda ou tração à corda(pt-PT?) é uma atividade esportiva na qual duas equipes competem entre si em um teste de força e musculação, puxando a corda.

## História
Não há tempo nem local específicos para identificar a origem do cabo de guerra. O concurso de puxar corda provém de antigas cerimônias e cultos, que são encontrados em todo o mundo, como por exemplo, no Egito, Myanmar, Índia, Bornéu, Japão, Coreia, Havaí e América do Sul. 
O esporte fez parte dos Jogos Olímpicos de 1900 a 1920.
O esporte é regulado pela Federação Internacional de Cabo de Guerra (em inglês:  Tug of War International Federation — TWIF), fundada em 1960, que organiza campeonatos mundiais a cada dois anos.
O cabo de guerra faz parte dos Jogos Mundiais, que é patrocinado pelo Comité Olímpico Internacional (COI).

## Regras

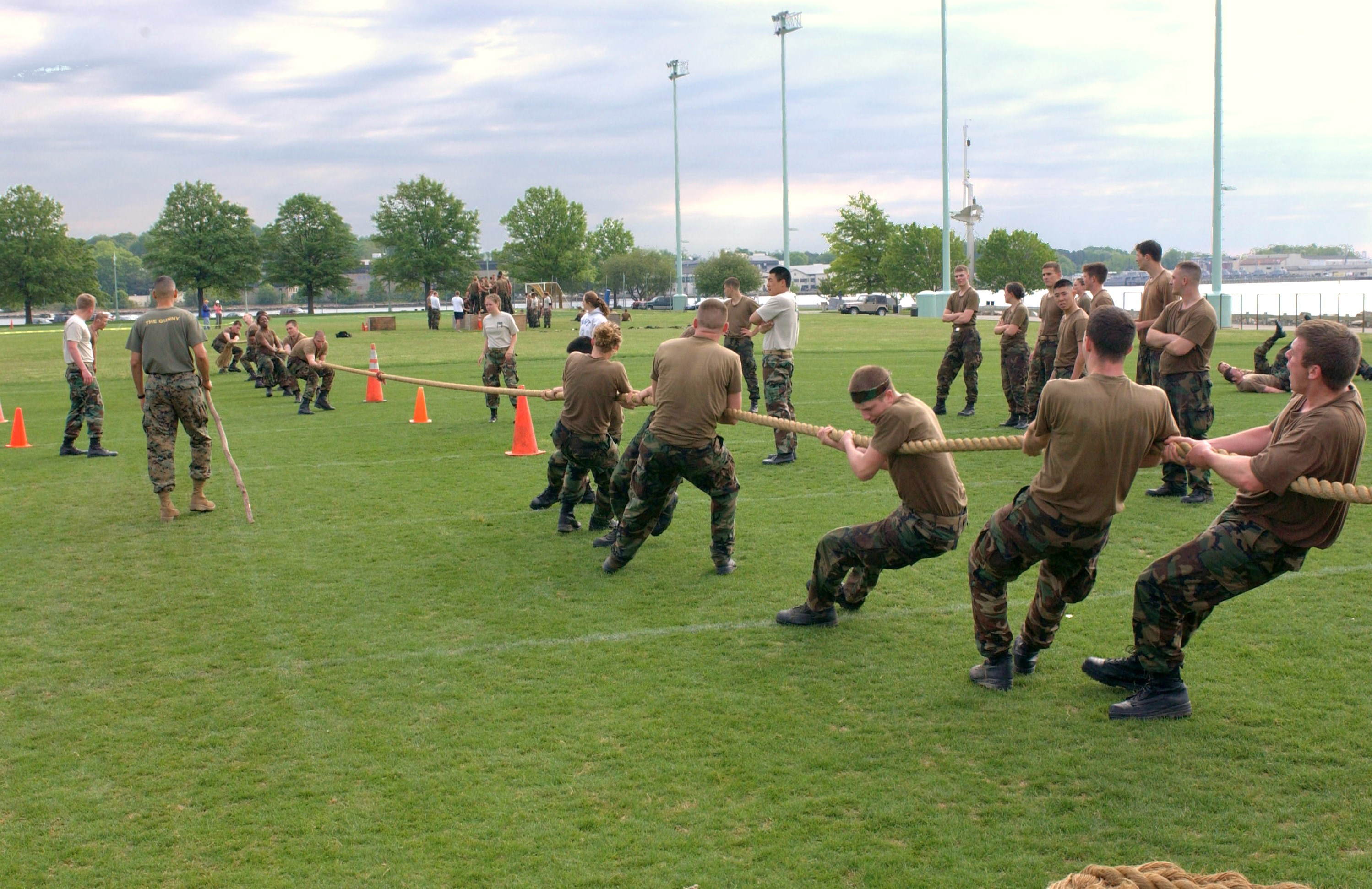
Cabo de guerra.

Cada equipe compõe-se de oito participantes, cujo peso total definirá a classe em que competirão. Os atletas competem separados por sexo ou misto (quatro homens e quatro mulheres). As competições podem ser realizadas em campo  ou ginásios .
Os competidores são alinhados ao longo do cabo. Ao centro, entre os dois grupos, há uma linha central. O cabo é marcado em seu ponto central e em dois outros pontos distantes quatro metros de seu centro.
Os dois times iniciam a competição com a marca central do cabo, um de cada lado da linha central. Iniciada a disputa, cada equipe tem por objetivo puxar o grupo rival de modo a fazê-lo cruzar a linha central com sua marca de quatro metros do cabo. Outra maneira de vencer a disputa é forçando o adversário a cometer uma falta, como acontece quando um adversário escorrega e cai no chão.